# Ad maiorem Dei gloriam
Ad maiorem Dei gloriam je latinské motto Tovaryšstva Ježíšova (jezuitů). Heslo lze do češtiny přeložit jako „K větší slávě Boží“. Zkratka v podobě A. M. D. G. se poměrně často vyskytuje na církevních stavbách, na podstavách křížů a podobně.
Variantní podobou je Omnia ad maiorem Dei gloriam (česky „Všechno pro větší slávu Boží“), ve zkratce OAMDG.